# Kfz-Kennzeichen (Åland)

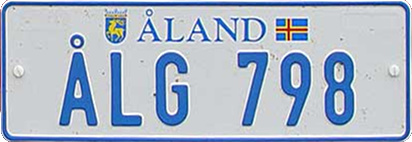
Aktuelles Kfz-Kennzeichen der Åland-Inseln

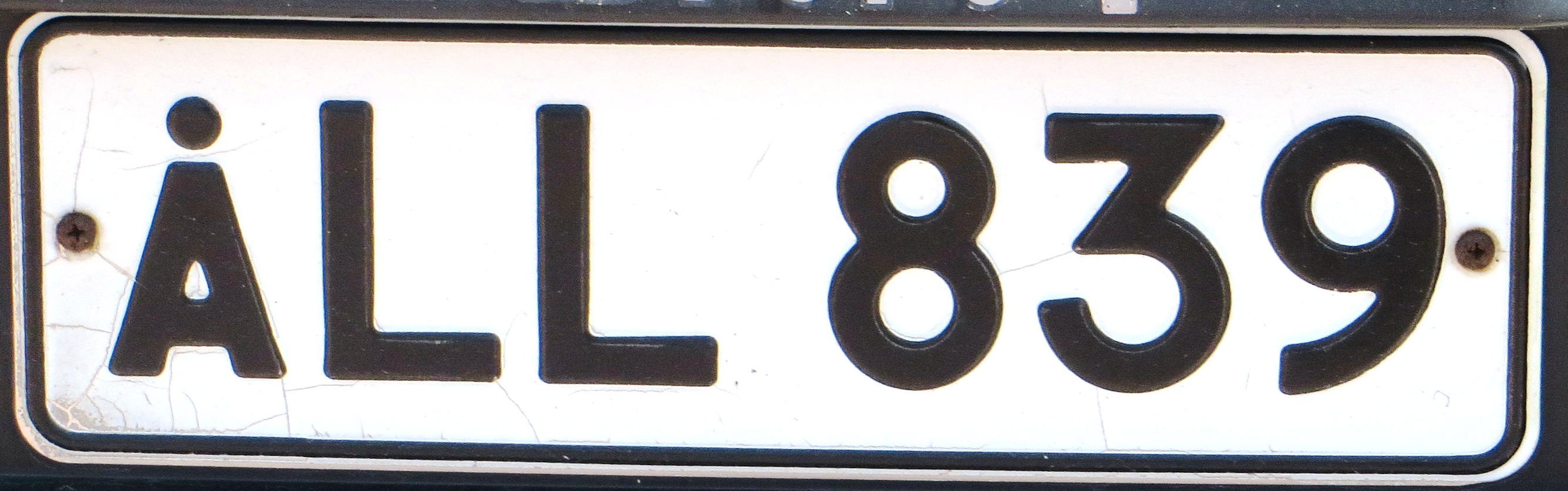
Älteres Kennzeichen bis 1992

Die Kfz-Kennzeichen von Åland bestehen seit 1. Juni 1992 aus einer maximal dreistelligen Buchstabenkombination, die mit ÅL beginnt, und einer bis zu fünfstelligen (bei drei Buchstaben: vierstelligen) Zahl in blauer Schrift auf weißem Grund. Im oberen Teil des Kennzeichens ist das Wappen Ålands abgebildet, dahinter der Schriftzug „ÅLAND“ und dann die Flagge Ålands. Es besteht die Möglichkeit eines persönlichen Kennzeichens. Zweiräder tragen zweizeilige Nummernschilder. Bei Motorrädern befindet sich der Schriftzug mit Flagge und Wappen auf der linken Seite in vertikaler Anordnung.
Kennzeichen für Anhänger (schwedisch: Släpvagn) beginnen mit ÅS gefolgt von einer meist vierstelligen Zahlenkombination. Temporäre Schilder weisen rote Schrift auf und beginnen mit ÅF. Sie werden als Klebefolie gefertigt. Nummernschilder für landwirtschaftliche Fahrzeuge zeigen blaue Schrift auf gelbem Grund.
Ältere Kennzeichen lehnen sich stark an das finnische System an und verwenden auch dessen Schriftart. Die alten Nummernschilder zeigen schwarze Schrift auf weißem Grund und keine weitere Symbolik. Sie haben die gleichen Kombinationen wie das aktuelle System, weisen aber maximal vier Ziffern auf.

Åland ist eine autonome Region Finnlands, weswegen man auch eigene Kennzeichen führt. Als Nationalitätskennzeichen führte die åländische Regierung am 19. März 2010 offiziell AX ein. Diese Abkürzung wurde bereits vorher gelegentlich an Fahrzeugen verwendet. Teilweise tauchen auch FIN-Aufkleber auf.

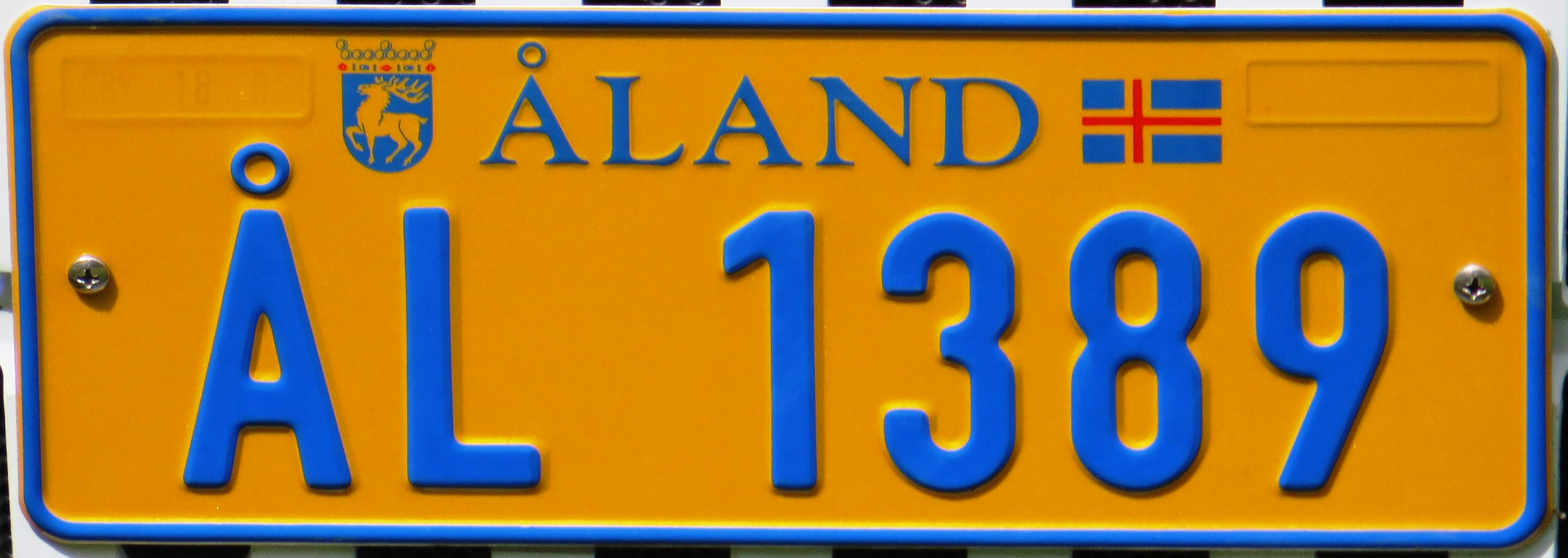
Kennzeichen für landwirtschaftliche Fahrzeuge
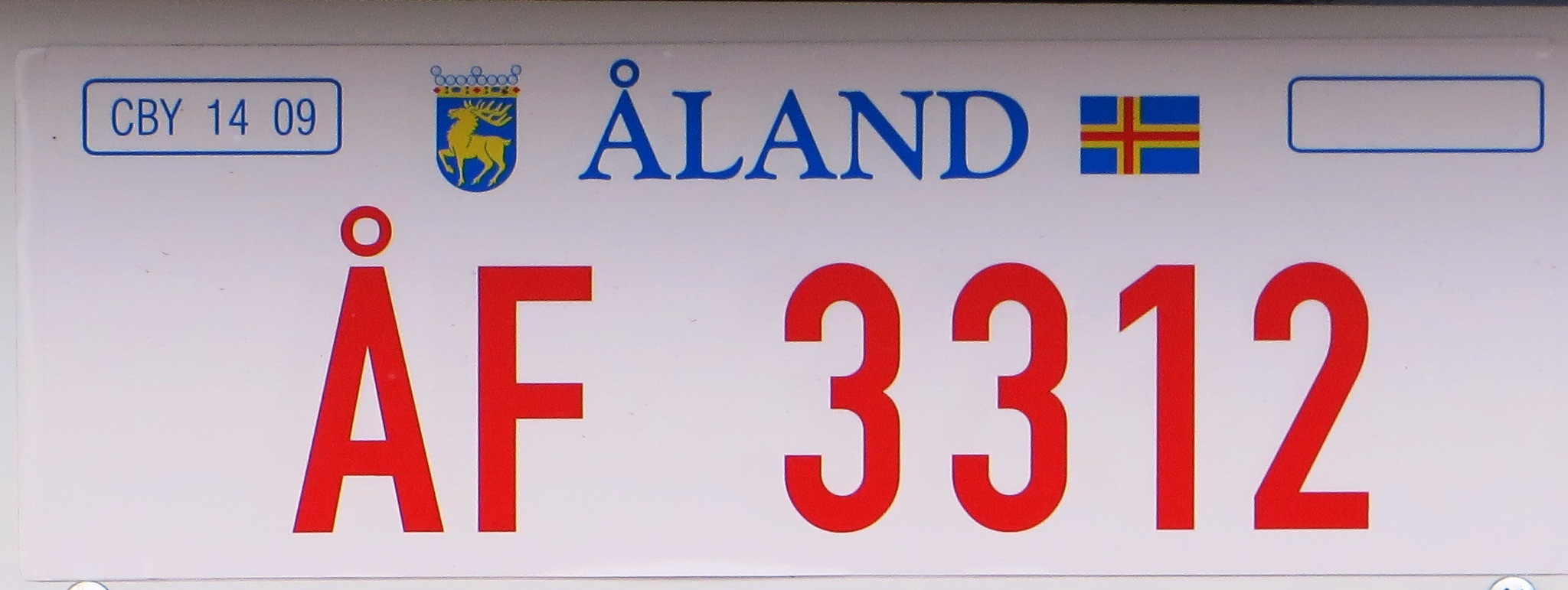
Temporäres Kennzeichen
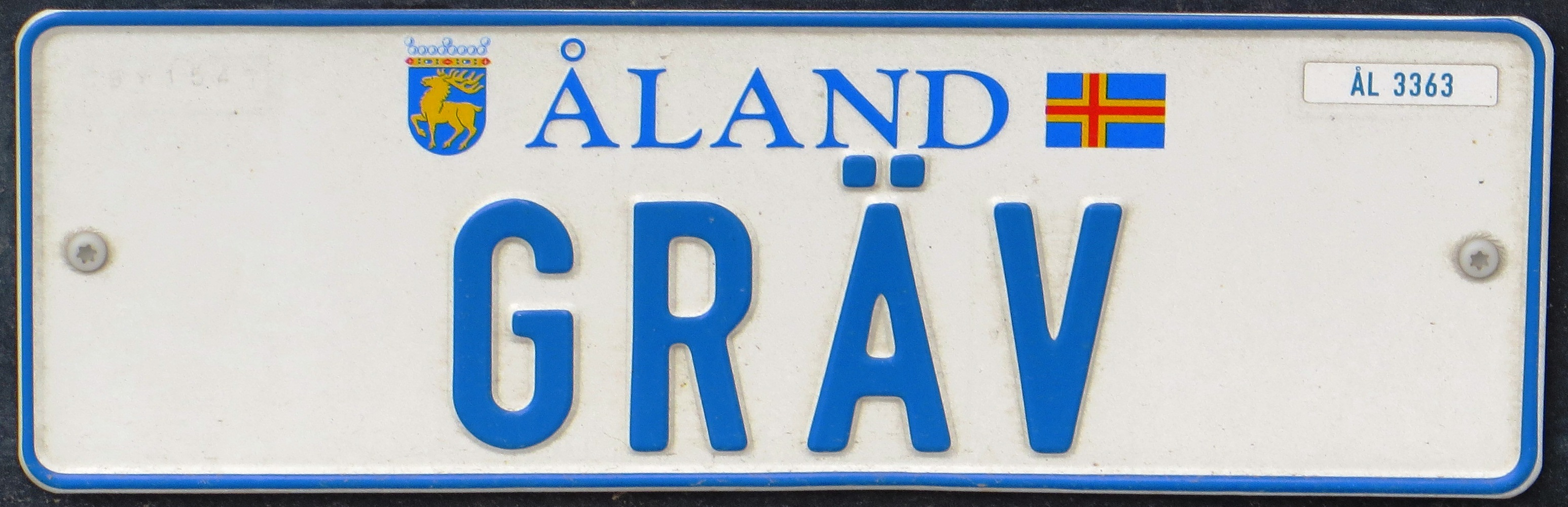
Wunschkennzeichen
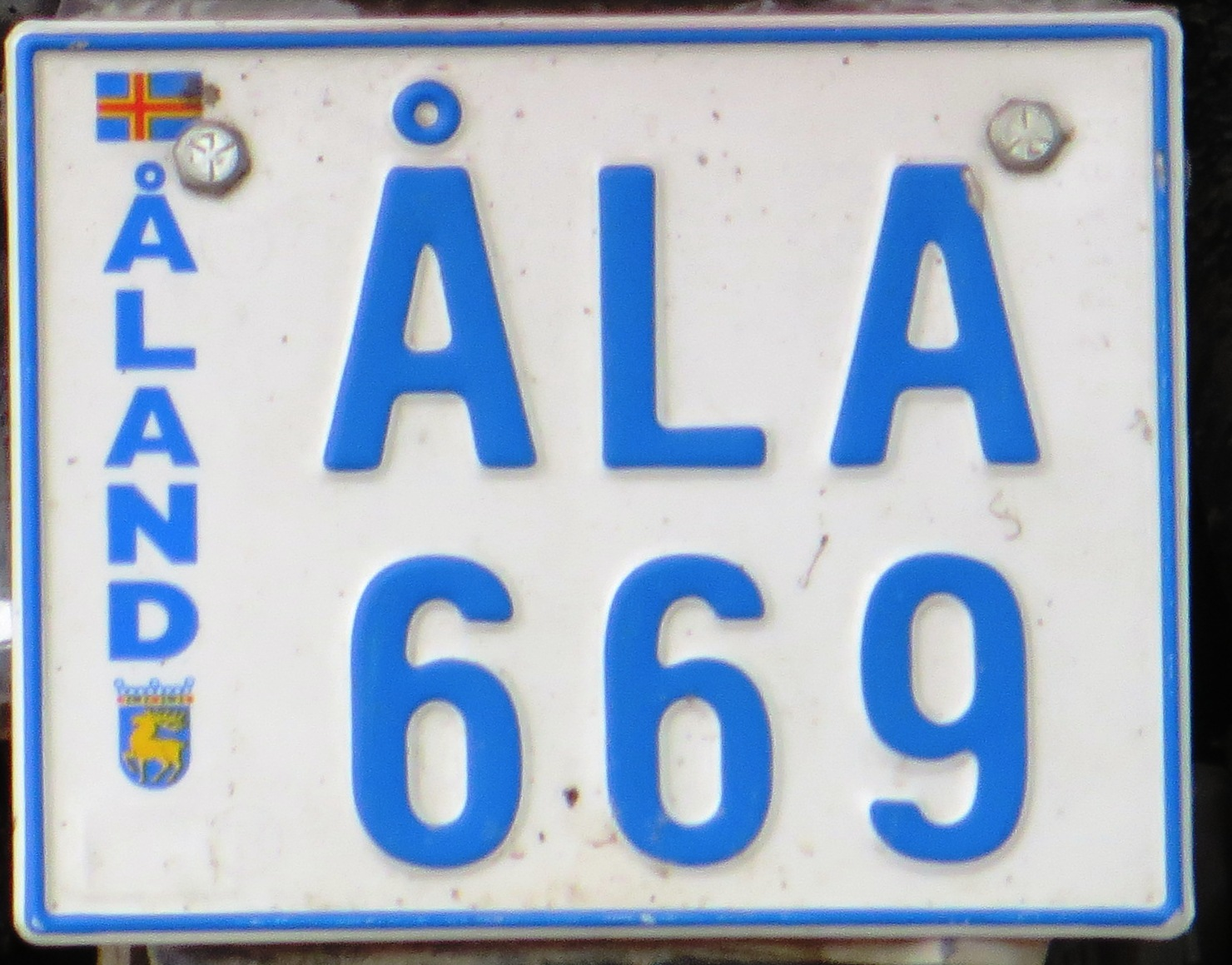
Kennzeichen für Motorräder
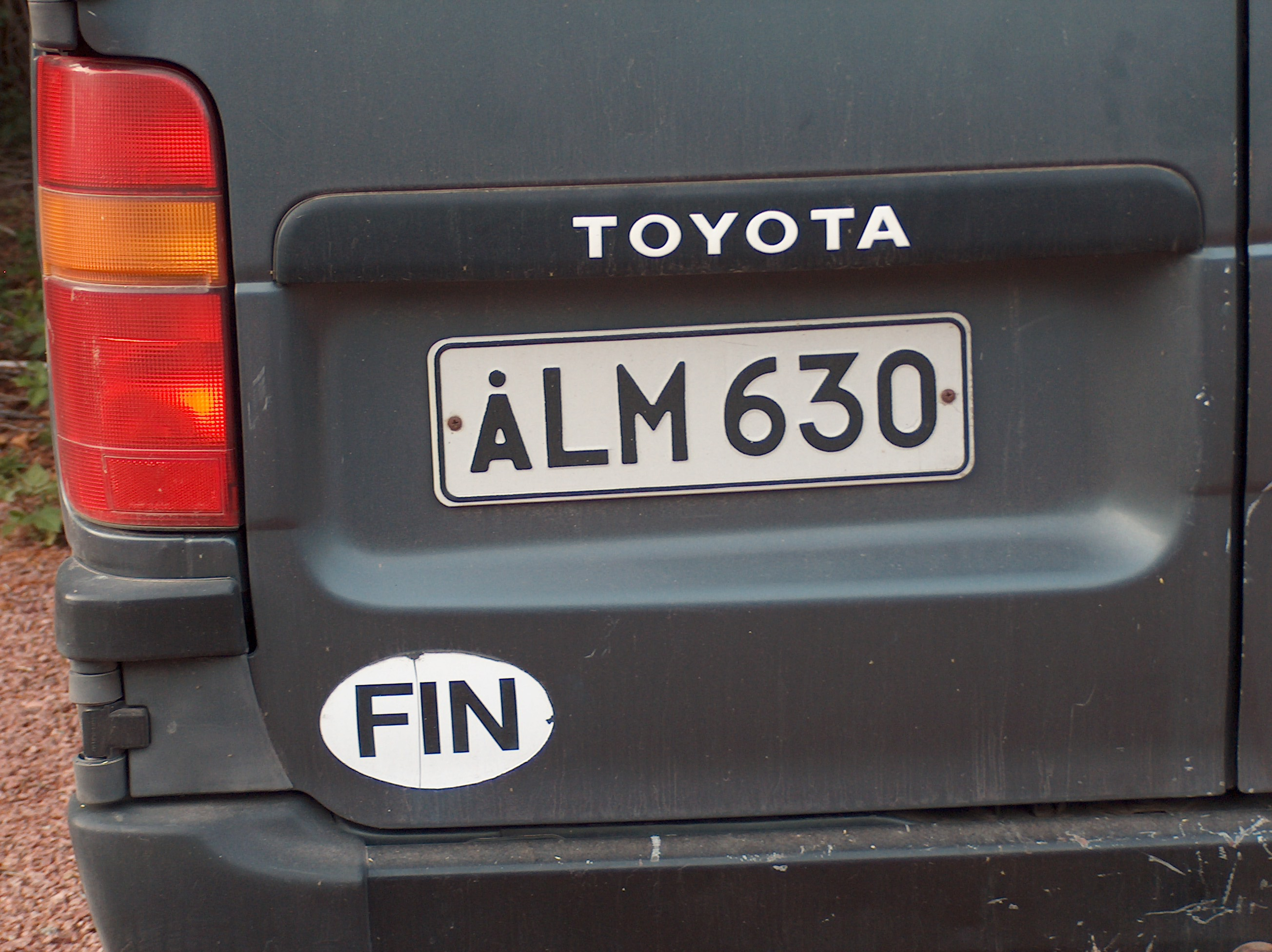
Älteres Kennzeichen und FIN-Aufkleber an einem Toyota Hiace
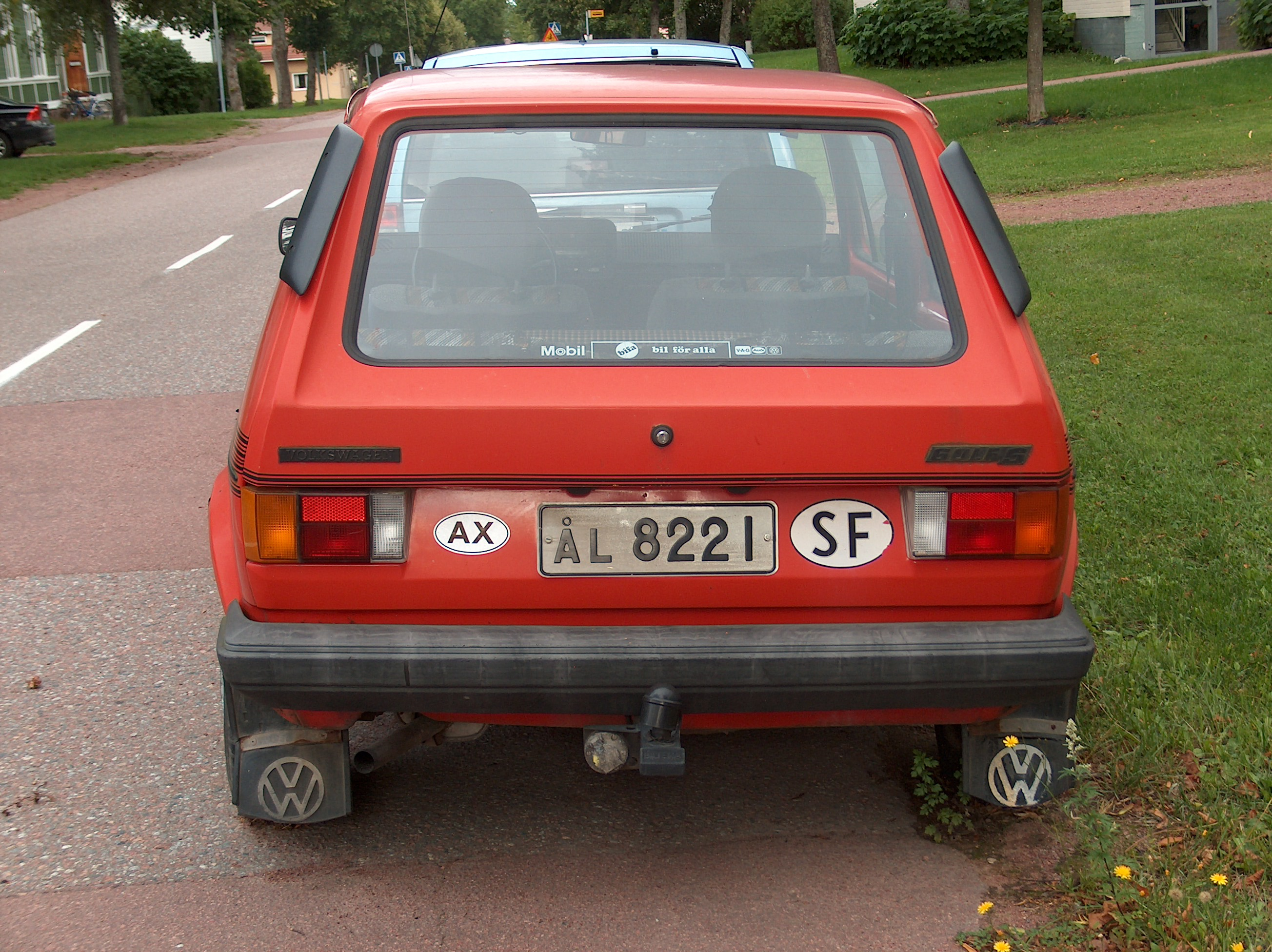
VW Golf I mit altem Nummerschild und SF- sowie AX-Oval